# David Webb
David James Webb (ur. 9 kwietnia 1946 w Londynie) – angielski piłkarz i trener piłkarski.

## Życiorys
Początkowo zawodnik Leyton Orient, następnie gracz Southampton. W 1968 roku przeszedł do Chelsea. W 1970 wywalczył z nią puchar Anglii – w finałowym meczu z Leeds United na Wembley strzelił zwycięskiego gola w dogrywce. Rok później wraz z londyńską drużyną zdobył Puchar Zdobywców Pucharów – w wygranym 2:1 finałowym spotkaniu z Realem Madryt zagrał przez pełne 90 minut. W Chelsea występował do 1974 roku; rozegrał w tym czasie w jej barwach 299 meczów i zdobył 33 bramki. Następnie był zawodnikiem Queens Park Rangers, Leicester City, Derby County, Bournemouth i Torquay United. W tych dwóch ostatnich klubach występował w roli grającego menadżera.
Pod koniec lat 80. i na początku lat 90. XX wieku był trenerem Southend United. Od lutego do maja 1993 roku prowadził Chelsea – pod jego wodzą klub rozegrał 13 meczów, z których pięć wygrał. Następnie przez niecałe cztery lata pracował w Brentford (1993–1997). Później ponownie był szkoleniowcem Southend United. Pod koniec sezonu 2009/2010 był asystentem menadżera w tym klubie.

## Sukcesy

### Chelsea
- Puchar Anglii: 1970
- Puchar Zdobywców Pucharów: 1971
- Piłkarz roku: 1969, 1972[6]